# Assemblea nazionale (Burundi)
L'Assemblea nazionale (in francese Assemblée Nationale) è la camera bassa del Parlamento del Burundi. Essa è affiancata dal Senato, che svolge il ruolo di camera alta.

## Composizione e poteri
L’Assemblea è composta da 111 deputati, di cui 100 eletti, 8 co-optato e 3 riservati, aventi mandato quinquennale. Essi rappresentano il popolo e compongono il potere legislativo del paese, esercitato appunto dall’Assemblea (che è, tra le due, la camera dominante), la quale ha, oltre al compito di legiferare, quello di redigere il bilancio statale.